# Babinkoidea
De Babinkoidea zijn een superfamilie van uitgestorven tweekleppigen uit de infraklasse Euheterodonta.

## Taxonomie
De volgende families zijn bij de superfamilie ingedeeld:
- † Babinkidae Horný, 1960
- † Coxiconchiidae Babin, 1977